# Ritmo del amor
Ritmo del amor è un singolo del gruppo musicale dance svedese Alcazar, pubblicato nel 2000 dall'etichetta discografica BMG.
La canzone è stata scritta da Alexander Bard e Anders Wollbeck e prodotta da Patrik Henzel ed è stata pubblicata poco prima del successo europeo del singolo Crying at the Discoteque.
Il singolo è stato tratto dall'album d'esordio del gruppo, Casino, e conteneva la b-side Teard of a Clone.

## Tracce
BMG 74321 78038 2
1. Ritmo del amor - 3:20
2. Tears of a Clone - 4:12